# Конрад (Ивреа)
Конрад от Ивреа (на италиански: Corrado d'Ivrea), наречен също Конрад Конон (на итал. Corrado Cono; * 935/940 † 997/998), е шести маркграф на Ивреа от 970 г., както и херцог на Сполето и на Камерино поне от юни 996 до 997 г. През 996 г. му е даден, като имперски легат, Пентополисът на Марке.

## Произход
Конрад е третият син на Беренгар II от Ивреа (* ок. 900, † 966) от династията на Анскаридите, маркграф на Ивреа и крал на Италия, и на Вила III Арлска (* ок. 910, † сл. 963) от династията на Бозонидите. Негови дядо и баба по бащина линия са маркграфът на Ивреа Адалберт I и Гизела, дъщеря на Беренгар I и така наследница на Карл Велики, а по майчина – Бозон VI Провански, граф на Авиньон и на Арл, и маркграф на Тоскана, и Вила II Бургундска от рода на Старите Велфи. Има двама братя и четири сестри: 
- Адалберт II (* 932/936, † 972), крал на Италия (950 – 964), граф на Аоста
- Гвидо (* 940 † 965), маркграф на Ивреа (957 – 962)
- Гизела († сл. 965), монахиня
- Герберга/Гилберга (* ок. 945 † 986); съпруга на Алерам, маркграф на Западна Лигурия, господар на Монферат от 954 г.
- Розала (* ок. 945 † 1003), графиня на Фландрия като съпруга на Арнулф II и кралица на Франция като съпруга на Роберт II Благочестиви
- Берта, игуменка на „Сан Систо“ в Пиаченца

Конрад, заедно с братята и сестрите си, е от каролингски произход (3/64 от кръвта на Луи Благочестиви) както по майчина, така и по бащина линия. Това кара някои хронисти от онова време, поддръжници на съперничещата династия на Ото I Саксонски, да повдигнат подозрения относно моралните качества на майка му Вила, за да оспорят легитимността на децата ѝ:

## Биография
Като маркиз Конрад управлява Милано от около 957 до 963 г. Той държи Миланското графство след смъртта през 957 г. на Лиудолф, син на Ото I: „Тогава Беренгар уби Лиудолф с отрова и завладя цяла Италия. Той номинира сина си Конрад за маркиз на Миланското графство, чиято съпруга се казваше Ришилда и който дари двора на Трекате на Миланската църква“. След идването на Ото I в Италия срещу Беренгар II и за да обкръжи императорската корона в Рим, Конрад се опитва да окаже съпротива на императорските войски и след това отива в изгнание. През 961 г. тримата синове на Беренгар II се укрепват в три крепости: Гарда, на юг от днешното езеро Гарда (вероятно Адалберт II), Изола Комачина, в днешна Тремедзина (със сигурност Гвидо) и Траваля, днешна Рока ди Калдè близо до Кастелвекана  (вероятно Конрад). Изглежда, че до 964 г. крепостта Траваля устоява на обсадата на императорските войски, водени от Валперт, архиепископ на Милано. Има хипотеза, без подходяща документация, че след това Конрад се оттегля в Лигурия недалеч от Фрасинето (днешно Гард Френе до Сен Тропе), където неговият брат крал Адалберт II намира убежище, ставайки първият граф на Вентимиля.
На 12 септември 963 г. император Ото I предоставя на могъщия архиканцлер Гвидо, епископ на Модена, територии и имоти в комитатите Модена, Болоня и Реджо, преди това принадлежали на Конрад и на брат му Гвидо, които са бунтовници срещу империята.
Според Gesta archiepiscoporum Mediolanensium след поражението на баща му Беренгар II и на брат му Адалберт II, и след убийството на другия му брат Гвидо в битката при река По на 25 юни 965 г. от Ото I, Конрад сключва мир с Ото I, който го номинира след около 970 г. за маркграф на Ивреа.
Преди да постигне официално споразумение с императора, Конрад се поставя в услуга на Византийската империя срещу Ото I, както припомня Лиутпранд Кремонски в неговия труд „Докладът на едно посолство в Константинопол“, част XXX. Като командир на византийските войски той се сблъсква с имперските войски и лангобардите при завръщането си от Константинопол, в битката при Асколи Сатриано към края на 969 г., излизайки победен (но като се има предвид поведението му в битката, може да се предположи, че той е сключил тайно съглашение с Ото I). В Chronicon Salernitanum се разказва, че патрицият Абдила, който наследява Евгений, събира толкова милиции, колкото може да събере, и идва с тях в Асколи. Докато се води битката, патрицият издава заповед на един от неговите капитани, движейки се скришом, да заобиколи линията на германците, за да прегази противниците отстрани. На инициативата се противопоставя Конрад Конон, като атакува линията на лангобардите от Сполето. Той обаче е контраатакуван от граф Сикон, който е там този ден с мъже от Херцогство Сполето, които го разбиват и разпръсват. След това поражението на византийците е всеобщо и Абдила с 1500 души от хората му загиват. Тогава императорът пристигна с цялата си армия и отива в Пулия да плячкосва, да опожарява села и да обсажда градове, за да принуди византийците да освободят княза на Беневенто и на Капуа Пандолфо I Желязната глава, държан в плен. Пандолфо е изпратен да преговаря за мир между двете империи.
Отонската армия, силна с много военни части (германски и италийски), печели решителна победа и битката при Асколи се преживява в Константинопол като истинско поражение, превръщайки се в претекст за убийството на Никифор II Фока и поглъщането на империята от Йоан I Цимиски. Едва през 971 г. е постигнато споразумение между двете империи, скрепено с брака между Теофано Склирина, вероятно племенница на новия император, и сина на Ото I, бъдещият Ото II. След мирните споразумения между двете империи Конрад Конон също изоставя каузата на брат си Адалберт II (вероятно вече починал в Бургундия на 30 април 971 г.) и сключва съюз с император Ото I, получавайки Маркграфство Ивреа (с комитатите Ивреа, Верчели, Помбия / Новара, Осола, Стацона и Ломело) и ръката на Ришилда от Ардуините, дъщеря на маркграфа на Торино и граф на Павия.
За отношенията между Конрад Конон и църковните институции, освен вече споменатото дарение на Трекате на архиепископа на Милано, има писмо, адресирано до него от Жербер д'Орияк. Жербер е абат на „Сан Коломбано“ в Бобио, възпитател на бъдещия император Ото III и бъдещ папа (като Силвестър II). Писмото е датирано от учените между юни и 20 декември 986 г., написано е в Реймс или в Кьолн; то вероятно се отнася до намесата на Конрад в подкрепа на службата на абат на Жербер, поставено под дискусия от някои монаси и васали. Делегация от Бобио вече е отишла до Отонския двор близо до Дуйсбург или Кьолн, където отиват също маркиз Хуго от Тусция и неговият втори братовчед Конрад от Иврея (двамата имат един и същ прадядо – Теотбалд от Арл).
През юни 996 г. Конрад Конон – праправнук на Супо II, херцог на Сполето, заема длъжността на херцог на Сполето и на Камерино, а през юли е имперски легат в Пентаполиса на Марке с неговите осем графства (Пезаро, Фано, Сенигалия, Анкона, Фосомброне, Кали, Йези и Озимо), върху които тежи претенцията на папството. В писмо от 5 август 996 г. Ото III съобщава на папа Григорий V: „Оставяме на теб като помощ и утеха най-изтъкнатите представители на Италия (primores Italiae): Хуго от Тусция, верен ни във всичко, и граф Конрад, префект на Сполето и Камерино, на когото заради вашата обич поверихме осемте спорни графства и който засега поставихме начело на тях като наш легат, така че народите да имат водач и чрез неговата работа да ви предоставят необходимите услуги."
| „                                                                    | Освен това чрез предходното поверяване на споменатите комитати на граф Конрад, маркиз на Сполето и Камерино, императорът бе положил основите за разширяването на Марка Камерино на север от региона: тенденцията да се обедини управлението в едни и същи ръце на секторите на Сполето и на Пентаполиса всъщност ще се окажат решаващи в процеса на формиране на Марка Анкона и вече се засвидетелства от друг суверенен акт на Ото III – асамблеята на Равена за манастира „Сан Фиора“ в Арецо , в която се включват редица лица, определени като comitibus et homnibus de Romania. Това последно наименование наистина е общо и двусмислено, тъй като включва комитатите Камерино и Озимо, градовете Павия, Анкона и Йези, както и района на Ферара. | “ |
| Bernacchia, Gli Ottoni e la formazione della Marca di Ancona, с.102. | |   |

### Наследяване на Конрад
Преминаването на Маркграфство Ивреа от Конрад към Ардуин от Ивреа е поставено от някои автори около 990 г. чрез предполагаемото осиновяване на Ардуин от маркграфа. Осиновяването обаче е чиста догадка, неподкрепена от източници. Въз основа на тази хипотеза се предполага, че Конрад намира убежище в Рим при императрицата-регентка Теофано, след като е лишен от владението си от своя доведен син, сякаш длъжността „маркграф“ не зависи именно от императрицата-регентка: „По време на своя престой в Рим [989-990 г.] Теофана получава оплакванията на маркграфа на Ивреа Конрад, син на Беренгар II, изгонен от своя феод от Ардуин. От друга страна изглежда по-вероятно, но не е документирано, изключването на Конрад от маркграфството да се дължи на Аделхайд, негова вуйна (като първа братовчедка на майка му Вила III) и баба на Ото III, както и регентка на Империята (юни 991 – септември 994 г.), заради старата ѝ омраза към Анскаридите. Родителите на Конрад са се опитали да я принудят, още ненавършила 20 г., да се омъжи за Адалберт II, затваряйки я в Крепостта на Гарда. Всъщност поддръжниците на Ардуин идват от „партията на аделхайдците“: „Някои епископи и графове от „партията на аделхайдците“, например Петер, епископ на Комо, Хумберт Червения, граф на Помбия (номиниран през 991 г.) заедно с брат си Рихард, потомците на Манфред от покойния граф Аймон, и няколко семейства от дребната аристокрация, обогатени с благата на Църквата, застанаха на страната на Ардуин срещу епископ Лъв и проимперската партия“. В парламента на Золинген в края на септември 994 г. Ото III поема пълните правомощия, „баба му зае мястото на майката на непълнолетния крал, докато последният, разглезен от съветите на нахални млади хора, не я отпрати с нейната скръб“.
| „                                                          | Отсега нататък участието на императрица Аделхайд е ограничено до онези дейности на управление, които засягат духовни основи, особено близки до нея. Двамата ръководители на канцлерството, архиепископ Вилигис от Майнц и Илдебалд от Вормс, продължават да упражняват решаващо влияние върху воденето на делата [...] Крайният резултат е назначаването на Хериберт, вероятно приятел и възпитател на Ото, в кабинета на канцлера, където той е първият германец, който поема ръководството на италийския отдел, който сега е от особено значение. Той заменя канцлера Адалберт [действащ до 990 г.] и Йоан Филагатос [действащ до юни 992 г.], докато архиканцлерът Пиетро от Комо запазва поста си. | “ |
| Regesta Imperii 2. Sächsisches Haus 919-1024, pp. 579-580. | |   |

Хериберт е и абат на Брон, важно абатство във Фландрия, тогава управлявано от сестрата на маркиз Конрад, Розала Иврейска, графиня на Фландрия, Артоа и Остръван. Новият канцлер Хериберт произлиза от благородническо семейство от Вормс - изглежда е син на граф Хуго от Айнрихгау от Конрадините и получава образование в манастира в Горз. След това е назначен за свещеник и възпитател на краля от Теофан, но трябва да подаде оставка след смъртта на императрицата, под влиянието на Аделхайд. Хериберт заема длъжността „канцлер на Италия“ поне от 29 септември 994 г., от Петер, епископ на Асти, защитник на Ардуин, назначен за канцлер през юли 992 г. или по време на регентството на Аделхайд. Освен „канцлер“ Хериберт носи и византийската титла „логотет“ – титла, която ще бъде приета от Лъв, епископ на Верчели, негов викарий и сътрудник в имперската канцелария, с когото той споделя идеологията на Renovatio Imperii Romanorum (обновяване на Римската империя в християнския дух).
| „                                                  | Несъмнено по предложение на някои от неговите учители и съветници, избрани измежду клириците на императорския параклис, като Лъв – капелан, съдия на двореца и по-късно епископ на Верчели, абат Жербер д'Орийак (бъдещият папа Силвестър II) , абат Лъв, тогавашен архиепископ на Равена, канцлерът Хериберт, архиепископ на Кьолн, който през 998 г. обединява канцеларията на Германия и Италия, маргинализирайки Петер, епископ на Комо, Ото III успява да даде за няколко години нов подход към управлението на италийското кралство, което неизбежно води до многобройни спорове с аристократични семейства, които са узурпирали през предишните години благата, дарени от крале и императори на Църквата. | “ |
| Panero, Il vescovo Leone e la Volpe rossa, p. 462. | |   |

По същество политиката на императрица Аделхайд възобновява подхода на нейния тъст Хуго от Тусция: „Отрязването на висшите слоеве на италийските владетели и замяната им с аристократи от по-нисък произход позволява на краля да разчита на множество последователи с неоспорима лоялност и преди всичко улеснява възможността за отстраняването им при необходимост“. Дори ако времената са се променили и изборът на Ардуин за глава на Ивреа се оказва, в дългосрочен план, не особено благоприятен за империята. Изглежда, че политиката на Конрад и на неговия син Ото би могла да представлява заплаха само за личната власт и италийските наследства от зестрата на императрицата, но не и за цялата империя. Всъщност Конрад, заедно със своя братовчед Амадей II от Анскаридите, херцог на Сполето, като племенник и син на херцога, вероятно може да се стреми към дял от активите на Аделхайд и нейната майка Берта от Швабия – активи, които вече са принадлежали на прабабата на Конрад Берта Лотарингска, майка на Хуго I Арлски. Въпреки това, както ще стане видно, не може да се изключи един по-голям обхват на действие на политиката на Маркграфа на Ивреа чрез неговите племенници Ото Вилхелм и Оделрик Манфред II Торински.

### Отстраняване на маркграф Конрад: европейска афера?
Ако по-горе става ясно, че вероятният автор на отстраняването на Конрад Конон е императрица Аделхайд Бургундска, то трябва също така да се отбележи, че в годините на отстраняване на Конон нейният племенник Рудолф III Бургундски със сигурност влиза в конфликт с Ото Вилхелм от Анскаридите, племенник на Конрад. Ото е един от основните основатели на хегемонията на Средновековна Бургундия и неговото дълго управление полага основите на властта на неговите наследници. Събитията се развиват на западните граници на Маркграфство Ивреа, където Ото Вилхелм продължава да има активи, връзки и приятелства, които могат да предполагат възможна политическо-военна подкрепа. През 987 г. той подписва диплома като граф на Невер, подчертавайки намеренията си да наследи всички наследствени оси на пастрока си от Робертините, който го е осиновил – Ото Анри, херцог на Бургундия. Рудолф III, крал на Бургундия, се опитва да контролира от самото начало на своето управление (993-995) регионите, доминирани от Ото Вилхелм, като започва военни действия, продължили почти 30 год. Рудолф се намесва в Макон, в сърцето на владенията на Ото Вилхелм, със своите велики мирски васали, епископата и подкрепата на Конгрегацията на Клюни, водена от абат Одилон, великият биограф и защитник на Аделхайд. През 994 г. крал Рудолф се опитва и да се закрепи в Безансон чрез епископски избори (след смъртта на Леталд, син на Обри II и Ерментруда, втора съпруга на Ото Вилхелм), но е блокиран от бунт на неговите васали, като до 999 г., с дипломатическа намеса от Аделхайд, е правен опит за потушаване. Ото Вилхелм успява да привлече великите светски владетели на Бургундското кралство - по-специално граф Албер Женевски и „графовете“ на Албон, и да стане водач на бунта, като същевременно се съпротивлява, в перспектива, и на император Хайнрих II. През 995 г., съвпадайки с отстраняването на маркиз Конрад Иврейски, според Annales Sangallenses, крал Рудолф претърпява тежко военно поражение от Графа на Бургундия, което заплашва самото оцеляване на монархията му: „През тази година Рудолф в Бургундия бе наследил кралството на баща си Конрад, въпреки това някои от хората му се опитаха да го лишат от наследството на баща му и той бе победен от тях във война, в която самият крал, въпреки че имаше голяма армия, бе лесно победен и обърнат в бягство“.
През 1002 г. смъртта без законни потомци на херцога на Бургундия Ото Анри поражда наследствена криза между френския крал Робер II и Ото Вилхелм. Последният претендира за херцогството, бидейки осиновен син на починалия. Вече титуляр на графства Макон, Бон, Оксер, Отюн и Невер, и на обширни територии в архиепископията на Безансон (пагуси Амур, Ансюан, Варе и Портоа), става ясно каква опасност може да представлява образуването на държава на Анскаридите между двете кралства. Това е опасност както за краля на франките Робер II, който гони лелята на Ото Вилхелм Розала Иврейска, заменяйки я през 996 г. с Берта, племенница на Аделхайд, така и за Рудолф III, който чрез леля си Аделхайд, регентка на Империята, би се отървал от Конрад. Териториалното княжество на Ото Вилхелм се простира от Горен Макон и пагусите на франкското Бургундско херцогство (Бомон, Фуван, Ошре) до прага на Базел, където графът изглежда е завършил контрола на пагус Портоа. Той контролира всички канали за комуникация север-юг: между Кралство Бургундия и това на Италия от една страна, и Западна Франция и голяма част от Лотарингия от друга. Пътуващите, търговците и поклонниците трябва да отидат по река във Вал дьо Сон, по суша през проходите на масива Юра или по хълмовете на Макон. Контролът върху тези канали и произтичащите от това приходи са голям финансов актив. Към експлоатацията на това пространство се добавят суровини, земеделски, горски или риболовни дейности. Но има един ресурс, който е от особен интерес за Графа на Бургундия: това е бялото злато. Залежите на сол са ценно благо и кариерите не липсват в региона, някои експлоатирани от древни времена, като например тази близо до Лон. Но има още по-печеливши залежи, разположени в долината на сегашната френска община Салан ле Бен.
В акт от 996 г. Рудолф III припомня срещата си с император Ото III през октомври-ноември 996 г. в императорския дворец от Брухзал, в присъствието, наред с други, на „Cuonone comite Palacii“ (пфалцграф Конон), в когото е възможно да се разпознае бившият Маркиз на Ивреа, дефиниран, както бе отбелязано, с графската титла сред „първите в Италия“ (primores Italiae) в императорско писмо до Григорий V от същата година, въпреки че заема длъжността херцог на Сполето и Камерино. Титлата на пфалцграф е най-високата в италианската и в императорската йерархия. Има сведения от 22 май 996 г. за някой си Ардуин, пфалцграф (нещо като имперски викарий), което би могло да доведе до хипотезата, че назначаването на Конрад Конон promoveatur ut amoveatur би могло да се е случило наскоро, ако става въпрос за същия италийски граф. Всъщност по онова време германските пфалцграфове, с които присъстващият в Брухзал не може да бъде объркан, са Ацо за Лотарингия, Фридрих от Харц за Саксония, Арибо I за Бавария и Ото I от Блоа за кралството на франките. Що се отнася до бургундския пфалцграф Кунон фон Райнфелден, той умира на 24 ноември 994 г., а синът му, също на име Кунон, е роден около 992-995 г. (родителите му се женят през 991 г.), следователно и двамата трябва да бъдат изключени от акта от 996-1000 г. Следователно изглежда, че намесата на Конрад Конон в делата на Бургундия може да се припише на състава на продължаващия сблъсък между Рудолф III (под протектората на империята) и неговия племенник Ото Вилхелм, като по този начин свидетелства за участието на уволнения маркиз в делата отвъд Алпите.
Адалберон Лаонски в Rythmus satiricus и Рихер Реймски в Четирите книги с разкази приписват на Ландерик, граф на Невер и зет на Ото Вилхелм, отговорността за провала на машинациите на епископа на Лаон през юни 995 г. в Мец. Епископът иска да накара да бъдат пленени западните франкски суверени Хуго Капет и Робер II от армията на Ото III, за да бъдат детронирани или накарани да се подчинят на Империята. Но по времето, когато Ото III все още не е император, изгода от комплота биха могли да имат бабата Аделхайд и внукът ѝ Рудолф III, които биха могли да се възползват от падането на Робертините, за да завладеят франкското Бургундско херцогство, тогава под властта на Ото Вилхелм и вторият му баща от Робертините. Вече бе споменато, че през същите месеци кралят на Бургундия претърпява тежко военно поражение от графа на Бургундия. Епископ Адалберон Лаонски, traditor vetulus, наред с други неща е обвинен, че е любовник на Ема Френска, дъщеря от първия брак на императрица Аделхайд, или във всеки случай че е в политическо приятелство с императрицата и дъщеря ѝ. Съвсем младият Ото III заема длъжността в продължение на 7-8 месеца през юни 995 г., въпреки това съвременният му хронист Рихер посочва, че двойната дипломатическа игра на епископа на Лаон е започнала много отдавна: „Но щом пратениците си тръгваха, от някого бе внушавано на кралете, че това е билп замислено от Адалберон, епископ на Лаон; че той е планирал всичко от дълго време", връщайки ни към регентството на Аделхайд, което приключва през септември 994 г. Освен това не става въпрос за второстепенна афера в европейската политика; предпоставките датират от периода 977-980 г., когато Аделхайд напуска императорския двор в открита раздяла със сина си Ото II, подкрепил Карл I Лотарингски. Ото II номинира Карл за херцог на Долна Лотарингия, след като е бил изгонен от френския двор (по това време все още каролингски) заради това, че е обвинил снаха си, кралица Ема, в изневяра към суверена. В заключение, тези сложни събития водят до поставянето на опозицията с Анскаридите - и вероятно същото дистанциране на Конрад Иврейски, като един от крайъгълните камъни на политиката на императрица Аделхайд и нейните съюзници. Въпреки това събитията, свързани с Ема, допълнително обясняват контраста между Аделхайд и нейната снаха Теофана, която впоследствие, между 985 и 991 г., изключва Аделхайд от регентството на империята.

### Конрад в императорския двор на Ото III
Gesta episcoporum Cameracensium (1041-43) поставя резиденцията на Ото III в Рим „в древния дворец който е на Авентинския хълм". Но това не е единственият източник, който свидетелства за присъствието на императорския двор на хълма. Предположенията, стари и нови, но без документални препратки, които поставят императорския палат на Палатин или на Латеран, не вземат предвид допълнителен съвременен документ, който посочва резиденцията на Ото на две мили от Свети Петър – разстояние, съответстващо на това до Авентин, но несъвместимо с двете хипотетични алтернативи.
Поради привилегированото положение, което му позволява да доминира в района под него и да контролира речния трафик по част от течението наТибър, през 10 век по волята на Алберих II Сполетски, римски принц и сенатор, господар на града от 932 до 954 г., Авентиновата базилика „Св. св. Бонифаций и Алесий“, с нейните дворцови пристройки, е включена и трансформирана в крепост, като по този начин променя първоначалната си структура: портикът е затворен, бойниците са отворени и са издигнати кули и галерии. Когато Конрад Иврейски придружава Ото на императорската коронация във Ватикана през май 996 г., императорският дворец вече съществува като двор. Всъщност в първоначалното си ядро това е стар дворец, датиращ от 5 век, построен близо до базиликата: т. нар. пищен Palatium Eufirmiani, кръстен на префекта, живял там, в центъра на казармите и термите на следклавдиевата имперска епоха.
Независимо от това дворецът на Авентин би могъл да представлява резиденцията на Ото II, живял в Рим и в Южна Италия между края на 980 г. и 983 г., погребан в нартекса на „Свети Петър“, и на вдовицата му Теофана, живееща в Рим между 989 и 990 г. Алберих II Сполетски, владетел на Patrimonium на Св. Петър, приема титлата Princeps atque Senator omnium Romanorum („принц и сенатор на всички римляни“), предшестваща тази на Ото III като Imperator Romanorum („император на римляните“). Императорската власт както в Рим, така и в останалата част от италианската територия никога не се е приемала за даденост и е трябвало непрекъснато да се потвърждава. Ото разбира, че за да се утвърди като император в папския град и по този начин да защити папата чрез насърчаване на средиземноморската политика към Южна Лангобардия и конфронтация с Византия, ще трябва да се установи за постоянно в Рим. След това Ото III премества столицата на империята в Рим и приема церемониала на византийския двор, убеден в сакралността на неговата роля.
| „                                            | Той се установяваше в резиденцията си на хълма Авентин, близо до Сан Бонифаций, вероятно в старинен дворец; там той се заобикаляше с византийска церемониална пищност и създаваше много палатински сановници с имена, които имаха чуждо звучене, и начело на които стоеше Magister Palatii Imperialis. Императорска гвардия, съставена само от видни благородници, римляни и германци, бдеше над него. Graphia [на Петър Дякон, 12 век] отбеляза използваната форма, когато някой е посрещнат сред рицарите на гвардията: Трибунът дава шпорите на Мiles, Dictator бронята, Capiductor копието и щита, Magister Militiae железните белезници, Caesar шлема с гребен, Imperator му дава колана, украсен със знак, меча, пръстена, огърлицата и гривните. Ясно е, че тук се смесват византийските и римските обичаи. Имперската милиция бе разделена на две кохорти от 555 души всяка; всяка беше командвана от Comes, но начело и на двете беше императорският пфалцграф, който „бе над всички графове на света и отговаряше за грижата за двореца“ | “ |
| Gregorovius, Storia di Roma, с. 548-549, 573 | |   |

Императорският пфалцграф не само живее в двореца на Авентин, но трябва да гарантира безопасността на странстващия двор. В гореспоменатото императорско писмо от 996 г. Конрад е дефиниран като граф и префект: и последната титла напомня за Класическата епоха: по времето на Ото III префектът действа като викарий на императорския подест, награждаван е с орел и почетен меч, раздава правосъдие над престъпниците в града и на територията му. В същото време той е назначен за обикновен фогт на църквата с функция на съдебен подест. Това може да се отнася до задачата, възложена на Конрад да защити Григорий V и да му осигури доходите от Пентаполис.
От Рим през 997 г., във връзка с бунта на Ардуин от Ивреа, започва политиката за възстановяване на монашески и църковни активи и цялостната реорганизация на църквите на кралството, преследвана от Ото III. През същата година, след смъртта на Конрад Конон, императорът предприема втората си експедиция до Рим, която отново довежда Григорий V на папския трон и започва възстановяването на активите на Римската църква, отчуждени преди това от папите през в полза на римската аристокрация и които са иззети по-специално от различните клонове на рода Крешенци. Църковните активи, отстъпени в полза на васали и клиенти, представляват над половината от териториите, подчинени на империята; всъщност, губейки контрол над него, императорът вижда повече от половината от своите икономически приходи и свързаните с тях военни услуги, дължими от бенефициентите.

### Ото Вилхелм и политическото наследство на маркграфовете на Ивреа
Маркграфство Ивреа и племенникът на Конон Ото Вилхелм от Анскаридите остават в центъра на борбите за власт през следващите десетилетия, именно във връзка с политическите отношения с Бургундия. В Бургундия Ото Вилхелм заема архиепископията на Безансон и Епископското княжество Базел недалеч от границите на Маркграфство Ивреа, контролирано от неговия приятел Оделрик Манфред II, маркграф на Торино. До 1014 г., т.е. до смъртта на Ардуин от Ивреа, позицията на Оделрик е проимперска и враждебна към нарастващата сила на Ардуин. Въпреки че утвърждаването на кралска власт като тази на Ардуин в област, близка до Маркграфство Торино, не е изгодно за политиката на маркиза, е изгодно възползването от хаоса, последвал смъртта на Ардуин: по този начин се оказват продуктивни контрастът с плановете за реорганизация на победителя Хайнрих II и съюзът със старите поддръжници на Ардуин. От своя страна, заедно със своите бургундски съюзници, Ото Вилхелм налага на Рудолф III отхвърлянето на пакта, сключен в Страсбург с Хайнрих II през май 1016 г., в който императорът е признат за наследник в Бургундското кралство и го принуждава до 1018 г. да остане на страната на графа на Бургундия, маркграфа на Торино и децата на починалия Ардуин, както свидетелства писмо от епископа на Верчели. През 1018 г. нов бунт на бургундските васали обуславя друго унизително действие на краля спрямо императора: през февруари 1018 г. в Майнц е подновена конвенцията, сключена две години по-рано. Още един по-разгорещен протест на васалите принуждава Рудолф III да започне война срещу императора. Бургундците побеждават и залавят Теодорих I Лотарингски, херцог на Горна Лотарингия, и принуждават Хайнрих II да се оттегли:
| „                            | Според това писмо [от Лъв, епископ на Верчели до Хайнрих II] ардуиновият маркиз на Торино, Оделрик Манфред, е поел древното начинание на крал Ардуин и е планирал да избере нов антикрал. Въпреки че Леон от Верчели не предоставя името на предложения кандидат, учените са изчислили, че той най-вероятно е бил граф Ото Вилхелм, който е бил естествен претендент за трона на Италия като внук и пряк наследник на крал Беренгар II от Италия. Според Леон от Верчели крал Рудолф III също е участвал в заговора, обещавайки подкрепата си в замяна на отстъпването на Маркграфство Ивреа. | “ |
| Ripart, Besançon, 1016, с.28 | |   |

| „                                     | Този, внук на италианския крал Беренгар II, бе построил голямо владение както в Бургундското херцогство, така и в Бургундското кралство, и бе претендирал за господство в Пиемонт. Неговият втори баща, херцогът от Капетингите Хайнрих Бургундски (чичо на крал Робер II), който почина на 15 октомври 1002 г., го назначи за наследник и приемник в бургундската херцогска служба. Ото Вилхелм имаше толкова голяма власт, че според Тиетмар той бе само по име васал на Рудолф III, но в действителност бе като негов господар; и се казва, че той е прогонил с кучетата си архиепископ Берталд от Безансон, назначен от Хайнрих II около 1010 г. И тримата крале, Робер II, Хайнрих II и Рудолф III, са го смятали за опасен конкурент за надмощие в региона на Бургундия. | “ |
| Weinfurter, Heinrich 2., с. 221, 241. | |   |

## Брак и потомство
∞ пр. 987 за Ришилда или Ишилда († сл. 989), дъщеря на Ардуин Глабер от рода Ардуини, първи господар на Маркграфство Торино, от която има един син: 
- Ото. Според италианския историк Джузепе Серджи е възможно да се идентифицира херцог Ото dux et advocatus imperialis, който купува замъци и църкви от епископа на Тортона на 15 януари 998 г., със сина на Конрад Конон. Друг документ, в който се открива Ото, син на херцог Конрад Конон, се отнася до асамблея, председателствана от него на 19 февруари 998 г. в Кремона заедно с 25-годишния Хайнрих II Свети, херцог на Бавария и Каринтия, бъдещ император и негов братовчед, с когото споделят общ прапрадядо (Рудолф I Бургундски). На асамблеята, като императорско длъжностно лице, Ото отсъжда в полза на Оделрик, епископ на Кремона, на когото са оспорвани някои права от неговите граждани.[40] Ото в документите, цитирани през януари и февруари, носи бащината титла на херцог, но през декември 998 г. длъжността „херцог на Сполето“ е поверена от императора Ото III на Адемар от Капуа, син на духовника Балсам, много близък приятел от детството и израснал заедно с императора, който възнамерява чрез действието си да възвърне лоялността на Княжество Капуа и Херцогство Неапол, както се случва и към края на 999 г. Конрад е починал и е напуснал херцогството и осемте графства от региона Марке, вероятно без титуляр през декември 997 г., когато императорът, придружен от херцога на Бавария, маркизите на Майсен и Тусция, италиански и трансалпийски епископи, Одилон от Клюни и Жирбер д'Орийак, прекосява Алпите, за да възстанови реда в Рим и Италия и да върне своя братовчед Григорий V на папския престол, зает от антипапа Йоан XVI. Връзката между братовчедите, императора и папата продължава само за кратко: Григорий V е принуден да намери убежище първо в Сполето като гост на херцог Конрад, който се опитва със сила да си върне Рим, след това в Ломбардия, където през февруари 997 г. провежда синод в Павия, нареждайки на Робер II Френски да анулира прогонването на съпругата си и сестра на Конрад Розала Иврейска.[41]

## Конрад между агиографски легенди и народни традиции

### Пренасяне на мощите на Свети Савин
Историческата фигура на херцог Конрад от Ивреа е налична и днес в ежедневието на Ивреа чрез патронния празник на града и панаира на конете, посветени на Свети Савин, на 7 юли. Легендата разказва, че през 956 г. Конрад, херцог на Сполето, взима мощите на светия епископ Савин от базилика на няколко мили от Сполето, „носейки със себе си тялото на славния мъченик и епископ Свети Савин, което имаше поставени в кутия, съдържаща документите, които потвърждават самоличността им", и ги пренася до Ивреа, управлявана от брат му Гвидо, за да защити себе си и пиемонтския град от опасностите от върлуващата чумна епидемия. Когато херцогът пристига пред портите на Ивреа, останките на светеца започват да правят чудеса и по този начин заслужват почитта на жителите на града. По това време започва предаността на общността на Ивреа към Свети Савин, главният покровител на града и епархията, честван  до 1749 г. на 24 януари.

### Конрад, блаженият Петър от Перуджа и чудото на хлябовете, хвърлени на кучетата
Друг агиографски източник, Vita s. Petri abbatis et confessoris, припомня историята на Конрад като херцог на Сполето, идентифициран в текста като като Teutonicus comes и син на крал Беренгар. Той осъжда двама крадци на бесилката: „Този, който беше син на крал, знаеше добре и смело да коригира престъпниците във всички аспекти и никога не оставяше разбойниците живи; но онези, които бяха хванати за такова престъпление, той ги наказа с мъчение на бесилката”.
Въпреки това Петър, абат-основател на базиликата „Сан Пиетро ин Калварио“ в Перуджа, се намесва, като кара да му поверяват двамата осъдени в деня преди планираната екзекуция, като предлага живота си, ако не ги върне на правосъдието на следващия ден. Благочестивият абат спасява крадците и ядосаният Конрад го заплашва със смъртна присъда. Приятелите на абата канят светеца да благослови хляба на трапезата на херцога, който след това, може би за да изпита божествените качества на светеца, с почти предизвикателен жест към Евангелието (Матей 15: 21-28) хвърля благословените хлябове на своите кучета. Животните се приближават до храната, но не я докосват, започвайки да вият. Според агиографския текст това би било причината херцогът да признае божествените качества на абата, освобождавайки го от смъртна присъда. По-вероятно едно от обясненията за епизода, ако изобщо се е случил, е чисто политическо и може да се намери в писмо на Ото III до неговия братовчед Григорий V, в което абат Петър е препоръчан и поставен под имперска защита, а папата обявява пристигането на прелата в римския двор, ескортиран от своя легат, т.е. от херцога на Сполето. От историческа гледна точка, императорското писмо, както и агиографският текст, изглежда свидетелстват, че властта на Конрад Конон се простира и до Херцогство Перуджа, тоест отвъд Херцогство Сполето и Пентаполис.